# Liga de Naciones de Voleibol Femenino de 2023
La Liga de Naciones de Voleibol Femenino de 2023 fue la quinta edición del torneo anual más importante de selecciones nacionales de voleibol femenino. El evento fue organizado por la Federación Internacional de Voleibol (FIVB) entre el 30 de mayo y el 16 de julio de 2023 y contó con 16 equipos. La fase final se disputó en Arlington (Texas), Estados Unidos.

## Equipos participantes
16 equipos calificaron para la competencia. 11 de ellos calificaron como equipos principales que no descienden. Otros 5 equipos fueron seleccionados como equipos invitados que podrían ser relegados del torneo. 
Croacia reemplazó a Bélgica tras ganar la Copa Challenger de 2022.
|                     | AVC                                 | CEV                                         | NORCECA                     | CSV    |
| ------------------- | ----------------------------------- | ------------------------------------------- | --------------------------- | ------ |
| Equipos principales | China Corea del Sur Japón Tailandia | Alemania Italia Países Bajos Serbia Turquía | Estados Unidos              | Brasil |
| Equipos desafiantes |                                     | Bulgaria Croacia Polonia                    | Canadá República Dominicana |        |

## Sistema de competición

### Ronda Preliminar
Los 16 equipos se dividieron en seis bombos de 8 equipos. Cada semana, los equipos jugaron 4 partidos contra rivales de sus bombos en un total de 3 semanas. Ocho equipos de la tabla general clasificaron a la ronda final, siendo uno de ellos el anfitrión de la fase final, Estados Unidos.

### Ronda final
Los siete mejores clasificados de la tabla general junto a Estados Unidos se enfrentaron en una serie de llaves a partir de cuartos de final. Para asignar los enfrentamientos, el primero de la tabla jugó contra el octavo, el 2.º contra el 7.º, el 3.º contra el 6.º y el 4.º contra el 5.º.
Los equipos que perdieron en cuartos de final fueron ordenados en base a su puntuación incluyendo los resultados de la ronda preliminar. Aquellos que perdieron en semifinales jugaron un partido para determinar el tercer y cuarto puesto.

## Ronda preliminar

### Bombos
| Semana 1                                                                    | Semana 1                                                                       | Semana 2                                                                       | Semana 2                                                              | Semana 3                                                                                 | Semana 3                                                          |
| Grupo 1 Ankara                                                              | Grupo 2 Nagoya                                                                 | Grupo 3 Hong Kong                                                              | Grupo 4 Brasilia                                                      | Grupo 5 Suwon                                                                            | Grupo 6 Bangkok                                                   |
| --------------------------------------------------------------------------- | ------------------------------------------------------------------------------ | ------------------------------------------------------------------------------ | --------------------------------------------------------------------- | ---------------------------------------------------------------------------------------- | ----------------------------------------------------------------- |
| Turquía Italia Estados Unidos Serbia Tailandia Polonia Corea del Sur Canadá | Japón Brasil Bulgaria Países Bajos República Dominicana Croacia Alemania China | China Turquía República Dominicana Países Bajos Italia Canadá Polonia Bulgaria | Brasil Estados Unidos Japón Serbia Croacia Alemania Tailandia Croacia | Corea del Sur Polonia Bulgaria República Dominicana Estados Unidos Alemania Serbia China | Tailandia Brasil Japón Países Bajos Italia Croacia Canadá Turquía |

### Posiciones
| Posición | Equipo               | Partidos | Partidos | Partidos | Pts | Sets | Sets | Sets  | Puntos | Puntos | Puntos |
| Posición | Equipo               | PJ       | PG       | PP       | Pts | SG   | SP   | Ratio | PG     | PP     | Ratio  |
| -------- | -------------------- | -------- | -------- | -------- | --- | ---- | ---- | ----- | ------ | ------ | ------ |
| 1.º      | Polonia              | 12       | 10       | 2        | 29  | 32   | 13   | 2461  | 1069   | 962    | 1111   |
| 2.º      | Estados Unidos       | 12       | 10       | 2        | 28  | 34   | 16   | 2125  | 1099   | 1004   | 1094   |
| 3.º      | Turquía              | 12       | 9        | 3        | 29  | 31   | 11   | 2818  | 1008   | 850    | 1185   |
| 4.º      | Brasil               | 12       | 8        | 4        | 24  | 28   | 18   | 1555  | 1065   | 987    | 1079   |
| 5.º      | China                | 12       | 8        | 4        | 24  | 29   | 19   | 1526  | 1089   | 993    | 1096   |
| 6.º      | Italia               | 12       | 8        | 4        | 21  | 29   | 23   | 1260  | 1129   | 1106   | 1020   |
| 7.º      | Japón                | 12       | 7        | 5        | 21  | 27   | 20   | 1350  | 1058   | 969    | 1091   |
| 8.º      | Alemania             | 12       | 7        | 5        | 20  | 26   | 23   | 1130  | 1077   | 1069   | 1007   |
| 9.º      | Serbia               | 12       | 6        | 6        | 19  | 27   | 27   | 1000  | 1154   | 1121   | 1029   |
| 10.º     | Canadá               | 12       | 6        | 6        | 18  | 24   | 24   | 1000  | 1031   | 1044   | 0.987  |
| 11.º     | República Dominicana | 12       | 6        | 6        | 14  | 25   | 28   | 0.892 | 1151   | 1119   | 1028   |
| 12.º     | Países Bajos         | 12       | 5        | 7        | 18  | 23   | 22   | 1045  | 1023   | 997    | 1026   |
| 13.º     | Bulgaria             | 12       | 2        | 10       | 9   | 14   | 31   | 0.451 | 853    | 1013   | 0.842  |
| 14.º     | Tailandia            | 12       | 2        | 10       | 8   | 11   | 30   | 0.366 | 837    | 981    | 0.853  |
| 15.º     | Croacia              | 12       | 2        | 10       | 6   | 8    | 30   | 0.266 | 734    | 910    | 0.806  |
| 16.º     | Corea del Sur        | 12       | 0        | 12       | 0   | 3    | 36   | 0.083 | 730    | 982    | 0.743  |

     Clasificados a la ronda final      Clasificado como anfitrión      Relegado a la Challenger Cup

Actualizado al 02-07-2023. Fuente: VNL

### Resultados

#### Semana 1
- Del 30 de mayo al 4 de junio

Grupo 1
- Sede:  Antalya Sports Hall
- Todos los horarios corresponden a la hora de Antalya, Turquía ( UTC+03:00 )

| Fecha  | Hora  | Equipo 1       | Sets  | Equipo 2       | Set 1 | Set 2 | Set 3 | Set 4 | Set 5 | Total   |
| ------ | ----- | -------------- | ----- | -------------- | ----- | ----- | ----- | ----- | ----- | ------- |
| 30 May | 17:00 | Italia         | 3 : 2 | Tailandia      | 24-26 | 25-17 | 27-29 | 30-28 | 15-11 | 121-111 |
| 30 May | 20:00 | Polonia        | 3 : 2 | Canadá         | 20-25 | 25-22 | 20-25 | 25-23 | 15-13 | 105-108 |
| 31 May | 17:00 | Serbia         | 2 : 3 | Estados Unidos | 20-25 | 25-19 | 25-21 | 21-25 | 12-15 | 103-105 |
| 31 May | 20:00 | Corea del Sur  | 0 : 3 | Turquía        | 14-25 | 17-25 | 24-26 |       |       | 55-76   |
| 1 Jun  | 14:00 | Canadá         | 0 : 3 | Tailandia      | 17-25 | 24-26 | 21-25 |       |       | 62-76   |
| 1 Jun  | 17:00 | Polonia        | 3 : 1 | Italia         | 21-25 | 25-20 | 25-14 | 25-18 |       | 96-77   |
| 1 Jun  | 20:00 | Turquía        | 3 : 1 | Serbia         | 24-26 | 25-17 | 25-15 | 25-21 |       | 99-79   |
| 2 Jun  | 14:00 | Tailandia      | 0 : 3 | Polonia        | 20-25 | 16-25 | 15-25 |       |       | 51-75   |
| 2 Jun  | 17:00 | Canadá         | 3 : 0 | Corea del Sur  | 25-17 | 25-16 | 25-18 |       |       | 75-51   |
| 2 Jun  | 20:00 | Estados Unidos | 3 : 2 | Italia         | 25-16 | 14-25 | 22-25 | 25-20 | 15-9  | 101-95  |
| 3 Jun  | 14:00 | Polonia        | 3 : 0 | Serbia         | 25-18 | 25-22 | 30-28 |       |       | 80-68   |
| 3 Jun  | 17:00 | Estados Unidos | 3 : 0 | Corea del Sur  | 25-16 | 27-25 | 25-11 |       |       | 77-52   |
| 3 Jun  | 20:00 | Turquía        | 3 : 0 | Italia         | 25-19 | 26-24 | 25-19 |       |       | 76-62   |
| 4 Jun  | 14:00 | Tailandia      | 3 : 0 | Corea del Sur  | 25-17 | 28-26 | 25-21 |       |       | 78-64   |
| 4 Jun  | 17:00 | Canadá         | 3 : 2 | Serbia         | 18-25 | 28-26 | 25-23 | 18-25 | 15-12 | 104-111 |
| 4 Jun  | 20:00 | Estados Unidos | 3 : 2 | Turquía        | 25-22 | 25-22 | 22-25 | 11-25 | 15-9  | 98-103  |

Grupo 2
- Sede:  Nippon Gaishi Hall
- Todos los horarios corresponden a la hora de Nagoya, Japón ( UTC+09:00 )

| Fecha  | Hora  | Equipo 1             | Sets  | Equipo 2             | Set 1 | Set 2 | Set 3 | Set 4 | Set 5 | Total   |
| ------ | ----- | -------------------- | ----- | -------------------- | ----- | ----- | ----- | ----- | ----- | ------- |
| 30 May | 16:10 | Alemania             | 3 : 1 | Países Bajos         | 25-21 | 25-22 | 20-25 | 25-22 |       | 95-90   |
| 30 May | 19:40 | Japón                | 3 : 1 | República Dominicana | 25-23 | 25-18 | 22-25 | 25-15 |       | 97-81   |
| 31 May | 15:00 | Croacia              | 0 : 3 | Bulgaria             | 12-25 | 17-25 | 19-25 |       |       | 48-75   |
| 31 May | 18:00 | China                | 3 : 2 | Brasil               | 25-23 | 22-25 | 25-20 | 20-25 | 15-12 | 107-105 |
| 1 Jun  | 12:00 | Croacia              | 0 : 3 | Alemania             | 18-25 | 23-25 | 23-25 |       |       | 64-75   |
| 1 Jun  | 15:00 | Bulgaria             | 2 : 3 | República Dominicana | 25-22 | 16-25 | 25-16 | 14-25 | 11-15 | 91-103  |
| 1 Jun  | 18:00 | Brasil               | 3 : 0 | Países Bajos         | 25-23 | 25-23 | 25-21 |       |       | 75-67   |
| 2 Jun  | 13:10 | China                | 3 : 0 | Alemania             | 25-19 | 25-20 | 25-22 |       |       | 75-61   |
| 2 Jun  | 16:10 | República Dominicana | 3 : 2 | Países Bajos         | 25-18 | 22-25 | 25-18 | 21-25 | 15-11 | 108-97  |
| 2 Jun  | 19:40 | Croacia              | 0 : 3 | Japón                | 17-25 | 19-25 | 20-25 |       |       | 56-75   |
| 3 Jun  | 12:40 | Brasil               | 3 : 1 | República Dominicana | 27-25 | 20-25 | 25-21 | 27-25 |       | 99-96   |
| 3 Jun  | 15:40 | China                | 3 : 1 | Países Bajos         | 27-25 | 23-25 | 25-22 | 25-20 |       | 100-92  |
| 3 Jun  | 19:10 | Bulgaria             | 0 : 3 | Japón                | 20-25 | 17-25 | 19-25 |       |       | 56-75   |
| 4 Jun  | 12:40 | Croacia              | 0 : 3 | Brasil               | 24-26 | 18-25 | 8-25  |       |       | 50-76   |
| 4 Jun  | 15:40 | Alemania             | 3 : 2 | Bulgaria             | 18-25 | 25-20 | 23-25 | 26-24 | 15-10 | 107-104 |
| 4 Jun  | 19:10 | Japón                | 0 : 3 | China                | 18-25 | 25-27 | 25-27 |       |       | 68-79   |

#### Semana 2
- Del 13 al 18 de junio

Grupo 3
- Sede:  Hong Kong Coliseum
- Todos los horarios corresponden a la hora de Hong Kong, China ( UTC+08:00 )

| Fecha  | Hora  | Equipo 1             | Sets  | Equipo 2     | Set 1 | Set 2 | Set 3 | Set 4 | Set 5 | Total   |
| ------ | ----- | -------------------- | ----- | ------------ | ----- | ----- | ----- | ----- | ----- | ------- |
| 13 Jun | 17:00 | República Dominicana | 1 : 3 | Polonia      | 23-25 | 28-30 | 25-23 | 17-25 |       | 93-103  |
| 13 Jun | 20:30 | China                | 3 : 0 | Canadá       | 25-14 | 25-18 | 29-27 |       |       | 79-59   |
| 14 Jun | 17:00 | Italia               | 3 : 0 | Bulgaria     | 25-17 | 25-19 | 25-23 |       |       | 75-59   |
| 14 Jun | 20:30 | Países Bajos         | 0 : 3 | Turquía      | 29-31 | 21-25 | 15-25 |       |       | 65-81   |
| 13 Jun | 13:30 | Bulgaria             | 0 : 3 | Canadá       | 15-25 | 13-25 | 15-25 |       |       | 43-75   |
| 13 Jun | 17:00 | Polonia              | 3 : 0 | Turquía      | 25-22 | 25-20 | 30-28 |       |       | 80-70   |
| 13 Jun | 20:30 | República Dominicana | 2 : 3 | Italia       | 16-25 | 25-16 | 25-21 | 22-25 | 10-15 | 98-102  |
| 14 Jun | 13:30 | Turquía              | 3 : 0 | Canadá       | 25-15 | 25-22 | 25-20 |       |       | 75-57   |
| 14 Jun | 17:00 | Polonia              | 0 : 3 | Países Bajos | 22-25 | 21-25 | 26-28 |       |       | 69-78   |
| 14 Jun | 20:30 | Bulgaria             | 1 : 3 | China        | 25-20 | 7-25  | 10-25 | 15-25 |       | 57-95   |
| 15 Jun | 13:30 | República Dominicana | 3 : 2 | Canadá       | 22-25 | 25-13 | 25-17 | 23-25 | 15-10 | 110-90  |
| 15 Jun | 17:00 | Países Bajos         | 2 : 3 | Italia       | 25-22 | 22-25 | 20-25 | 25-18 | 17-19 | 109-109 |
| 15 Jun | 20:30 | Polonia              | 3 : 0 | China        | 25-20 | 25-23 | 25-22 |       |       | 75-65   |
| 16 Jun | 13:30 | Bulgaria             | 0 : 3 | Países Bajos | 24-26 | 17-25 | 17-25 |       |       | 58-76   |
| 16 Jun | 17:00 | República Dominicana | 1 : 3 | Turquía      | 23-25 | 19-25 | 25-23 | 20-25 |       | 87-98   |
| 16 Jun | 20:30 | Italia               | 3 : 2 | China        | 23-25 | 25-23 | 18-25 | 25-22 | 15-12 | 106-107 |

Grupo 4
- Sede:  Ginásio Nilson Nelson
- Todos los horarios corresponden a la hora de Brasilia, Brasil ( UTC-03:00 )

| Fecha  | Hora  | Equipo 1      | Sets  | Equipo 2       | Set 1 | Set 2 | Set 3 | Set 4 | Set 5 | Total  |
| ------ | ----- | ------------- | ----- | -------------- | ----- | ----- | ----- | ----- | ----- | ------ |
| 13 Jun | 17:30 | Croacia       | 1 : 3 | Estados Unidos | 25-17 | 22-25 | 18-25 | 15-25 |       | 80-92  |
| 13 Jun | 21:00 | Japón         | 2 : 3 | Serbia         | 25-16 | 20-25 | 25-16 | 20-25 | 10-15 | 100-97 |
| 14 Jun | 17:30 | Alemania      | 3 : 1 | Tailandia      | 25-20 | 25-13 | 19-25 | 25-23 |       | 94-81  |
| 14 Jun | 21:00 | Brasil        | 3 : 0 | Corea del Sur  | 31-29 | 25-16 | 25-16 |       |       | 81-61  |
| 15 Jun | 14:00 | Tailandia     | 0 : 3 | Estados Unidos | 21-25 | 18-25 | 16-25 |       |       | 55-75  |
| 15 Jun | 17:30 | Japón         | 3 : 0 | Corea del Sur  | 25-18 | 25-13 | 25-19 |       |       | 75-50  |
| 15 Jun | 21:00 | Brasil        | 3 : 2 | Canadá         | 23-25 | 25-22 | 21-25 | 25-12 | 15-11 | 109-95 |
| 16 Jun | 14:00 | Japón         | 2 : 3 | Alemania       | 23-25 | 25-14 | 22-25 | 25-20 | 8-15  | 103-99 |
| 16 Jun | 17:30 | Corea del Sur | 0 : 3 | Croacia        | 23-25 | 21-25 | 14-25 |       |       | 58-75  |
| 16 Jun | 21:00 | Serbia        | 3 : 2 | Tailandia      | 24-26 | 22-25 | 25-17 | 25-12 | 16-14 | 112-94 |
| 17 Jun | 14:00 | Brasil        | 3 : 1 | Alemania       | 25-22 | 25-18 | 22-25 | 25-17 |       | 97-82  |
| 17 Jun | 17:30 | Japón         | 3 : 2 | Estados Unidos | 23-25 | 25-23 | 25-19 | 23-25 | 15-6  | 111-98 |
| 17 Jun | 21:00 | Serbia        | 3 : 1 | Croacia        | 25-16 | 25-11 | 23-25 | 25-17 |       | 98-69  |
| 18 Jun | 10:00 | Brasil        | 0 : 3 | Estados Unidos | 22-25 | 19-25 | 22-25 |       |       | 63-75  |
| 18 Jun | 14:00 | Tailandia     | 0 : 3 | Croacia        | 17-25 | 21-25 | 20-25 |       |       | 58-75  |
| 18 Jun | 17:30 | Alemania      | 3 : 1 | Corea del Sur  | 25-19 | 25-17 | 25-27 | 25-12 |       | 100-75 |

#### Semana 3
- Del 27 de junio al 2 de julio

Grupo 5
- Sede:  Gimnasio Suwon
- Todos los horarios corresponden a la hora de Suwon, Corea del Sur ( UTC+09:00 )

| Fecha  | Hora  | Equipo 1             | Sets  | Equipo 2             | Set 1 | Set 2 | Set 3 | Set 4 | Set 5 | Total   |
| ------ | ----- | -------------------- | ----- | -------------------- | ----- | ----- | ----- | ----- | ----- | ------- |
| 27 Jun | 15:30 | Alemania             | 3 : 1 | República Dominicana | 25-19 | 25-18 | 18-25 | 25-21 | -     | 93-83   |
| 27 Jun | 19:00 | Bulgaria             | 3 : 1 | Corea del Sur        | 25-22 | 25-18 | 24-26 | 25-15 | -     | 99-81   |
| 28 Jun | 15:30 | Estados Unidos       | 3 : 2 | Polonia              | 17-25 | 25-15 | 27-25 | 28-30 | 16-14 | 113-109 |
| 28 Jun | 19:00 | China                | 1 : 3 | Serbia               | 13-25 | 25-17 | 23-25 | 20-25 |       | 81-92   |
| 29 Jun | 12:00 | Polonia              | 3 : 2 | Alemania             | 15-25 | 25-19 | 25-19 | 19-25 | 1715  | 101-103 |
| 29 Jun | 15:30 | Estados Unidos       | 3 : 0 | Bulgaria             | 25-15 | 25-17 | 25-17 |       |       | 75-49   |
| 29 Jun | 19:30 | República Dominicana | 3 : 0 | Corea del Sur        | 25-18 | 25-18 | 25-16 |       |       | 75-52   |
| 30 Jun | 12:00 | Bulgaria             | 1 : 3 | Polonia              | 28-26 | 16-25 | 16-25 | 15-25 |       | 78-101  |
| 30 Jun | 15:30 | Alemania             | 1 : 3 | Serbia               | 17-25 | 25-23 | 16-25 | 28-30 |       | 86-103  |
| 30 Jun | 19:30 | China                | 2 : 3 | República Dominicana | 25-20 | 20-25 | 25-22 | 20-25 | 13-15 | 103-107 |
| 1 Jul  | 10:30 | Serbia               | 2 : 3 | República Dominicana | 25-22 | 15-25 | 25-23 | 19-25 | 10-15 | 94-110  |
| 1 Jul  | 14:00 | Corea del Sur        | 1 : 3 | China                | 13-25 | 21-25 | 25-21 | 15-25 |       | 74-96   |
| 1 Jul  | 17:20 | Alemania             | 1 : 3 | Estados Unidos       | 22-25 | 25-18 | 22-25 | 13-25 |       | 82-93   |
| 2 Jul  | 10:30 | Serbia               | 3 : 2 | Bulgaria             | 20-25 | 25-16 | 25-14 | 17-25 | 15-4  | 102-84  |
| 2 Jul  | 14:00 | Polonia              | 3 : 0 | Corea del Sur        | 25-23 | 25-18 | 25-16 |       |       | 75-57   |
| 2 Jul  | 17:30 | China                | 3 : 2 | Estados Unidos       | 18-25 | 25-19 | 19-25 | 25-20 | 15-8  | 102-97  |

Grupo 6
- Sede:
- Todos los horarios corresponden a la hora de Bangkok, Tailandia ( UTC+07:00 ).

| Fecha  | Hora  | Equipo 1     | Sets  | Equipo 2     | Set 1 | Set 2 | Set 3 | Set 4 | Set 5 | Total   |
| ------ | ----- | ------------ | ----- | ------------ | ----- | ----- | ----- | ----- | ----- | ------- |
| 27 Jun | 17:00 | Croacia      | 0 : 3 | Canadá       | 21-25 | 21-25 | 26-28 |       |       | 68-78   |
| 27 Jun | 20:30 | Tailandia    | 0 : 3 | Países Bajos | 26-28 | 18-25 | 20-25 |       |       | 64-78   |
| 28 Jun | 17:00 | Japón        | 3 : 2 | Turquía      | 25-23 | 25-23 | 21-25 | 16-25 | 15-9  | 102-105 |
| 28 Jun | 20:30 | Brasil       | 3 : 2 | Italia       | 26-28 | 25-20 | 19-25 | 25-21 | 15-10 | 110-104 |
| 29 Jun | 13:00 | Croacia      | 0 : 3 | Países Bajos | 20-25 | 11-25 | 15-25 |       |       | 46-75   |
| 29 Jun | 17:00 | Brasil       | 2 : 3 | Canadá       | 30-28 | 22-25 | 23-25 | 25-21 | 15-17 | 115-116 |
| 29 Jun | 20:30 | Tailandia    | 0 : 3 | Turquía      | 15-25 | 15-25 | 20-25 |       |       | 50-75   |
| 30 Jun | 13:00 | Canadá       | 2 : 3 | Italia       | 25-22 | 23-25 | 14-25 | 26-24 | 10-15 | 98-111  |
| 30 Jun | 17:00 | Países Bajos | 3 : 1 | Japón        | 25-22 | 25-17 | 21-25 | 25-20 | -     | 96-84   |
| 30 Jun | 20:30 | Brasil       | 0 : 3 | Turquía      | 22-25 | 16-25 | 22-25 |       |       | 60-75   |
| 1 Jul  | 13:00 | Italia       | 3 : 0 | Croacia      | 25-14 | 25-17 | 25-17 |       |       | 75-48   |
| 1 Jul  | 17:00 | Países Bajos | 2 : 3 | Canadá       | 27-25 | 16-25 | 25-18 | 23-25 | 9-15  | 100-108 |
| 1 Jul  | 20:30 | Tailandia    | 0 : 3 | Japón        | 18-25 | 22-25 | 20-25 |       |       | 60-75   |
| 2 Jul  | 13:00 | Croacia      | 0 : 3 | Turquía      | 14-25 | 23-25 | 18-25 |       |       | 55-75   |
| 2 Jul  | 17:00 | Italia       | 3 : 1 | Japón        | 25-23 | 25-23 | 17-25 | 25-22 |       | 92-93   |
| 2 Jul  | 20:30 | Tailandia    | 0 : 3 | Brasil       | 20-25 | 16-25 | 23-25 |       |       | 59-75   |

## Ronda final
- Del 12 al 16 de julio

- Sede:  College Park Center
- Todos los horarios corresponden a la hora de Arlington, Estados Unidos ( UTC-05:00 )

|  | Cuartos de final | Cuartos de final | Cuartos de final |         |                | Semifinales    | Semifinales | Semifinales |         |               | Final          | Final          | Final       |  |
|  | 12 y 13 de julio | 12 y 13 de julio | 12 y 13 de julio |         |                | 15 de julio    | 15 de julio | 15 de julio |         |               | 16 de julio    | 16 de julio    | 16 de julio |  |
|  |                  |                  |                  |         |                |                |             |             |         |               |                |                |             |  |
|  |                  |                  |                  |         |                |                |             |             |         |               |                |                |             |  |
|  | 1                | Polonia          | 3                |         |                |                |             |             |         |               |                |                |             |  |
|  | 1                | Polonia          | 3                |         |                |                |             |             |         |               |                |                |             |  |
|  | 8                | Alemania         | 1                |         |                |                |             |             |         |               |                |                |             |  |
|  | 8                | Alemania         | 1                |         | Polonia        | Polonia        | 0           |             |         |               |                |                |             |  |
|  |                  |                  |                  |         | Polonia        | Polonia        | 0           |             |         |               |                |                |             |  |
|  |                  |                  | China            | China   | 3              |                |             |             |         |               |                |                |             |  |
|  | 4                | Brasil           | China            | China   | 3              | 1              |             |             |         |               |                |                |             |  |
|  | 4                | Brasil           |                  |         |                |                |             |             |         |               |                |                |             |  |
|  | 5                | China            | 3                |         |                |                |             |             |         |               |                |                |             |  |
|  | 5                | China            | 3                |         |                |                |             |             |         | China         | China          | 1              |             |  |
|  |                  |                  |                  |         |                |                |             |             |         | China         | China          | 1              |             |  |
|  |                  |                  | Turquía          | Turquía | 3              |                |             |             |         |               |                |                |             |  |
|  | 2                | Estados Unidos   | Turquía          | Turquía | 3              | 3              |             |             |         |               |                |                |             |  |
|  | 2                | Estados Unidos   |                  |         |                |                |             |             |         |               |                |                |             |  |
|  | 7                | Japón            | 1                |         |                |                |             |             |         |               |                |                |             |  |
|  | 7                | Japón            | 1                |         | Estados Unidos | Estados Unidos | 1           |             |         | Tercer puesto | Tercer puesto  | Tercer puesto  |             |  |
|  |                  |                  |                  |         | Estados Unidos | Estados Unidos | 1           |             |         | Tercer puesto | Tercer puesto  | Tercer puesto  |             |  |
|  |                  |                  | Turquía          | Turquía | 3              |                |             |             |         |               |                |                |             |  |
|  | 3                | Turquía          | Turquía          | Turquía | 3              | 3              |             |             | Polonia | Polonia       | 3              |                |             |  |
|  | 3                | Turquía          |                  |         |                |                |             |             | Polonia | Polonia       | 3              |                |             |  |
|  | 6                | Italia           | 0                |         |                |                |             |             |         |               | Estados Unidos | Estados Unidos | 2           |  |
|  | 6                | Italia           | 0                |         |                |                |             |             |         |               | Estados Unidos | Estados Unidos | 2           |  |
|  |                  |                  |                  |         |                |                |             |             |         |               |                |                |             |  |

### Cuartos de final
| Fecha       | Hora  | Equipo 1       | Sets  | Equipo 2 | Set 1 | Set 2 | Set 3 | Set 4 | Set 5 | Total |
| ----------- | ----- | -------------- | ----- | -------- | ----- | ----- | ----- | ----- | ----- | ----- |
| 12 de julio | 16:00 | Polonia        | 3 : 1 | Alemania | 25-12 | 21-25 | 25-21 | 26-24 |       | 97-82 |
| 12 de julio | 19:30 | Estados Unidos | 3 : 1 | Japón    | 25-23 | 25-21 | 18-25 | 25-18 |       | 93-87 |
| 13 de julio | 10:30 | Brasil         | 1 : 3 | China    | 21-25 | 20-25 | 25-20 | 23-25 |       | 89-95 |
| 13 de julio | 14:00 | Turquía        | 3 : 0 | Italia   | 25-20 | 25-15 | 25-18 |       |       | 75-53 |

### Semifinales
| Fecha       | Hora  | Equipo 1       | Sets  | Equipo 2 | Set 1 | Set 2 | Set 3 | Set 4 | Set 5 | Total  |
| ----------- | ----- | -------------- | ----- | -------- | ----- | ----- | ----- | ----- | ----- | ------ |
| 15 de julio | 16:00 | Polonia        | 0 : 3 | China    | 18-25 | 23-25 | 23-25 |       |       | 64-75  |
| 15 de julio | 19:30 | Estados Unidos | 1 : 3 | Turquía  | 21-25 | 14-25 | 26-24 | 25-27 |       | 86-101 |

### Tercer lugar
| Fecha       | Hora  | Equipo 1 | Sets  | Equipo 2       | Set 1 | Set 2 | Set 3 | Set 4 | Set 5 | Total  |
| ----------- | ----- | -------- | ----- | -------------- | ----- | ----- | ----- | ----- | ----- | ------ |
| 16 de julio | 14:00 | Polonia  | 3 : 2 | Estados Unidos | 25-15 | 16-25 | 25-19 | 18-25 | 17-15 | 101-99 |

### Final
| Fecha       | Hora  | Equipo 1 | Sets  | Equipo 2 | Set 1 | Set 2 | Set 3 | Set 4 | Set 5 | Total |
| ----------- | ----- | -------- | ----- | -------- | ----- | ----- | ----- | ----- | ----- | ----- |
| 16 de julio | 17:30 | China    | 1 : 3 | Turquía  | 22-25 | 25-22 | 19-25 | 16-25 |       | 82-97 |

## Posiciones finales
| Pos.              | Equipo               |
| ----------------- | -------------------- |
| Medalla de oro    | Turquía              |
| Medalla de plata  | China                |
| Medalla de bronce | Polonia              |
| 4                 | Estados Unidos       |
| 5                 | Brasil               |
| 6                 | Italia               |
| 7                 | Japón                |
| 8                 | Alemania             |
| 9                 | Serbia               |
| 10                | Canadá               |
| 11                | República Dominicana |
| 12                | Países Bajos         |
| 13                | Bulgaria             |
| 14                | Tailandia            |
| 15                | Croacia VCC          |
| 16                | Corea del Sur        |

| \| \| \| \| \| Campeón Turquía[5] 1.er título \| Plantel: 1 Gizem Örge, 2 Simge Aköz, 3 Cansu Özbay, 4 Melissa Vargas, 5 Ayça Aykaç, 7 Hande Baladın, 11 Derya Cebecioğlu, 12 Elif Şahin, 14 Eda Erdem Dündar , 16 Saliha Şahin, 18 Zehra Güneş, 19 Aslı Kalaç, 22 İlkin Aydın, 99 Ebrar Karakurt Entrenador: Daniele Santarelli |
| |
| |
| Campeón Turquía 1.er título |

|                             |
|                             |
| Campeón Turquía 1.er título |

## Distinciones individuales
| Categoría                   | Ganadora                    |
| --------------------------- | --------------------------- |
| Jugadora Más Valiosa (MVP)  | Melissa Vargas              |
| Mejor colocadora / armadora | Diao Linyu                  |
| Mejor atacante opuesta      | Melissa Vargas              |
| Mejor punta / receptora     | Li Yingying Martyna Łukasik |
| Mejor central / media       | Zehra Güneş Yuan Xinyue     |
| Mejor líbero                | Gizem Örge                  |
| Mayor anotadora             | Magdalena Stysiak (298 pts) |